# بلجيكية (ذبابة)
بلجيكية (الاسم العلمي: Belgica)، هو جنس الذباب الصغير عديم الطيران من فصيلة الهاموشيات. يحتوي على النوعين التاليين
- بلجيكية بيضاء القدم (Séguy, 1965),[2] توجد جزر كروزيت في جنوب المحيط الهندي
- بلجيكية القطب الجنوبي Jacobs, 1900,[3] توجد في بحر القارة القطبية الجنوبية

## للاستزادة
- Allegrucci، Giuliana؛ Carchini، Gianmaria؛ Convey، Peter؛ Sbordoni، Valerio (2012). "Evolutionary geographic relationships among orthocladine chironomid midges from maritime Antarctic and sub-Antarctic islands". Biological Journal of the Linnean Society. ج. 106 ع. 2: 258–274. DOI:10.1111/j.1095-8312.2012.01864.x.